# Crusoe (serie televisiva)
Crusoe è una serie televisiva statunitense di genere avventura con elementi di commedia creata da Stephen Gallagher, liberamente basato sul romanzo Robinson Crusoe di Daniel Defoe. La serie è composta da 13 episodi suddivisa in una sola stagione. È stata trasmessa dalla NBC durante la prima metà della stagione 2008-2009. In Italia è stata trasmessa da Rai 2 durante le feste natalizie 2012-2013.

## Trama
La serie segue le avventure di Robinson Crusoe, un uomo naufragato su un'isola che per sei anni tenta disperatamente di tornare a casa dalla moglie e dai figli. Il suo compagno è Venerdì, un indigeno che Robinson salvò dai cannibali, a cui ha insegnato la lingua inglese, ad imparare le Sacre Scritture, a leggere la Bibbia, a mangiare e bere. 

## Episodi
| Stagione       | Episodi | Prima TV originale | Prima TV Italia |
| -------------- | ------- | ------------------ | --------------- |
| Prima stagione | 13      | 2008-2009          | 2012-2013       |